# Confine tra Inghilterra e Galles
Il confine tra Inghilterra e Galles (in inglese: England–Wales border; in gallese: Y ffin rhwng Cymru a Lloegr), conosciuto anche come confine anglo-gallese, è il confine che divide le due nazioni costitutive più meridionali del Regno Unito.

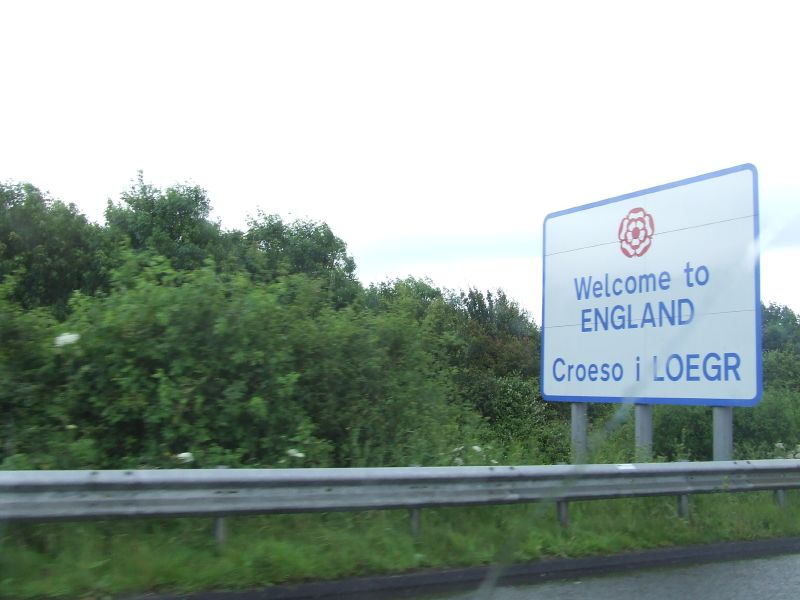
Insegna bilingue di benvenuto in Inghilterra.

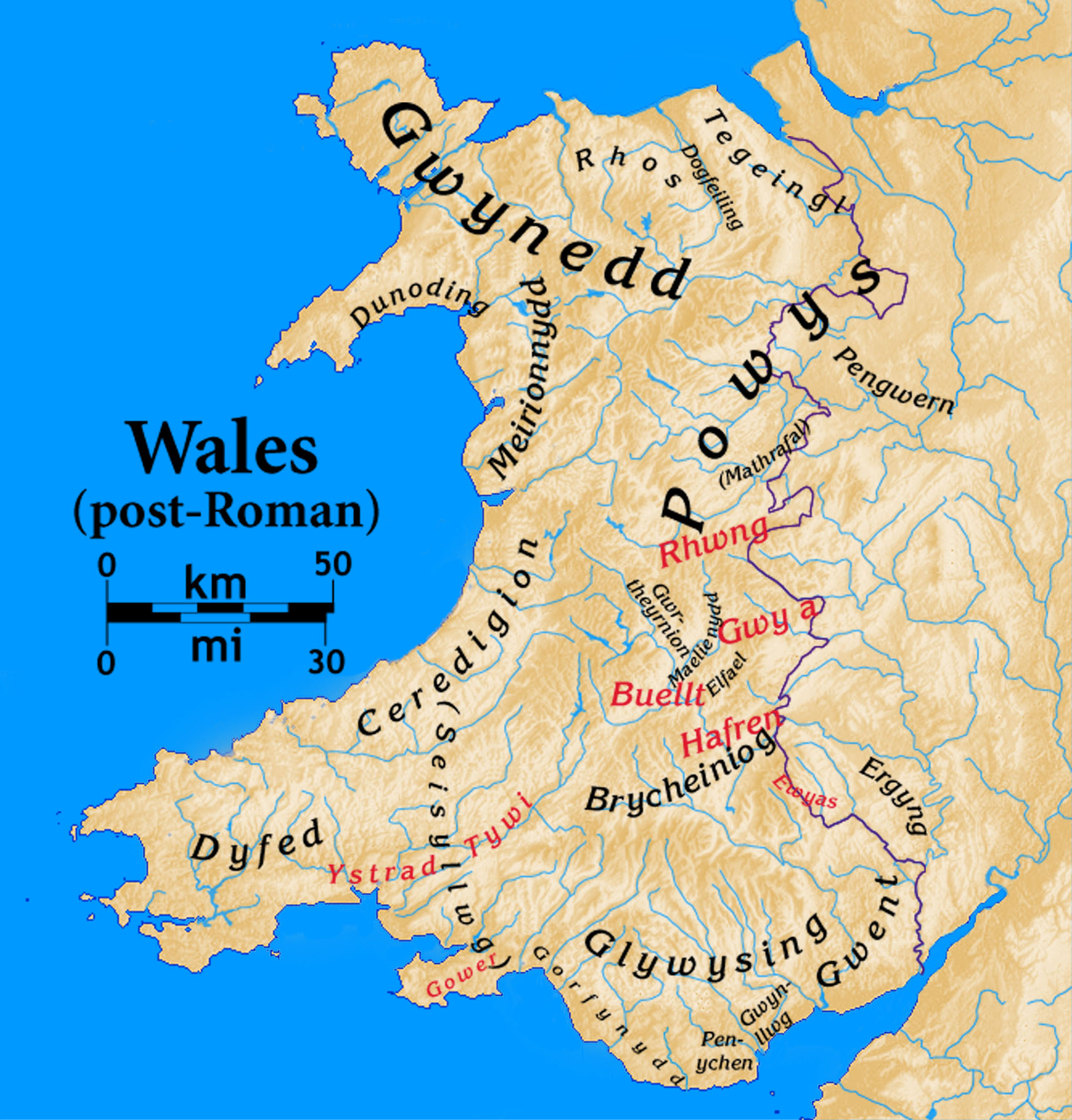
Confine nello specifico.

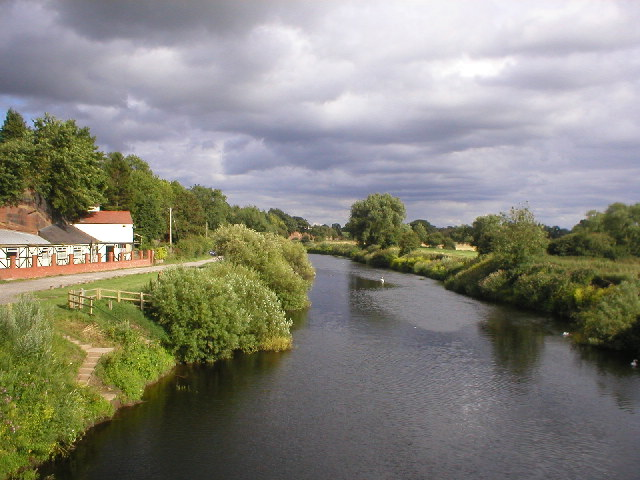
Il fiume Dee, confine tra Holt e Farndon.

## Storia
Il confine, nella sua forma primitiva, esisteva già fin da prima dell'arrivo dei romani nell'isola, intorno al I secolo. La sua delimitazione non era precisa e ufficiale e seguiva la consuetudine e la tradizione e, quando le guarnigioni romane lasciarono la Britannia nel 410, le comunità furono lasciate libere di governarsi e di difendersi. Tra il 770 e il 790 il re inglese Offa diede ordine di costruire una protezione artificiale tra il Galles e la Mercia, costruzione che divenne in seguito nota con il nome di vallo di Offa.
Tale vallo rimase in gran parte nei secoli successivi la frontiera tra i due regni, fino a quando, nel 1284, re Edoardo I di Inghilterra si impossessò delle terre detenute in precedenza dai principi gallesi, assumendo il titolo (sopravvissuto fino ad oggi) di «principe del Galles», e modificando la struttura degli shires locali sul modello inglese.
Quando, nel 1535, le due nazioni vennero unificate da Enrico VIII in un unico regno, il confine perse gran parte della sua valenza storica, rimarcando di conseguenza solamente le due entità costituenti il paese. A seguito di tale atto, il confine venne ufficializzato e semplificato, abolendo diverse enclavi, come quella di Wick Bicknor tra le contee di Gloucestershire e Herefordshire, e rendendo il libero il transito attraverso di esso.
Ad ora, il confine conserva il suo significato storico di delimitazione tra le due nazioni all'interno del Regno Unito, venendo tuttavia delimitato sulle strade che lo attraversano ed ampiamente segnalato ai turisti con cartelli e insegne.

## Geografia
Il confine taglia da nord a sud la penisola gallese, partendo da Chester e, attraversando il parco nazionale di Brecon Beacons, giunge dalla parte opposta nei pressi dell'estuario del Severn, a pochi chilometri da Bristol e da Newport.
La linea lungo il suo percorso incontra le seguenti contee:
 Inghilterra:
- Cheshire
- Shropshire
- Herefordshire
- Gloucestershire

 Galles:
- Flintshire (Sir y Fflint)
- Denbighshire (Sir Ddinbych)
- Brecknockshire (Sir Frycheiniog)
- Radnorshire (Sir Faesyfed)
- Montgomeryshire (Sir Faldwyn)
- Monmouthshire (Sir Fynwy)

## Vie di comunicazione
Le seguenti sono le principali strade che connettono Inghilterra e Galles attraversando il confine.
| Strada | Inizio  | Fine          |
| ------ | ------- | ------------- |
| 004    | Londra  | Pontarddulais |
| 048    | Awkley  | Undy          |
| A044   | Oxford  | Aberystwyth   |
| A055   | Chester | Holyhead      |